# Tridentiger bifasciatus
Tridentiger bifasciatus — вид риб родини Оксудеркових (Oxudercidae). Придонний, солонуватоводний / прісноводний амфідромний вид, сягає 12 см довжиною.
Природний ареал охоплює узбережжя Японії, Китаю, Південної Кореї. Як інтродуцент відзначається біля берегів США. У 2022 році вид вперше відзначений в Європі, у каналі Гент–Тернойзен у Бельгії.